# Ivar II de Dublín
Ivar II (Ímar ua Ímair, mort el 904) va ser un cabdill nòrdic-gaèlic de la dinastia Uí Ímair i monarca viking del regne de Dublín.
Ivar era el segon fill menor del rei Ímar que apareix a les fonts històriques després de la mort del seu germà Amlaíb Conung. Els vincles de parentiu entre els diferents monarques de Dublín Uí Ímair no apareixen clarament establerts a la Crònica d'Irlanda, potser fossin descendents de Sichfrith Ivarsson, assassinat el 888 o de Sigtrygg Ivarsson o potser d'un altre anònim Ivar.
Ivar II de Dublin succeeix en el tron a Sigtrygg Ivarsson. És un monarca d'un regnat breu i fosc. Els historiadors només diuen que l'any 902 els «estrangers» són expulsats de Dublín per una coalició de reis irlandesos Mael Finnian mac Flannacan i Cerball mac Muirican rei de Laighin.
Sembla que posteriorment Ivar reprèn la seva activitat com rei del mar i devasta les costes d'Escòcia. La crònica dels reis d'Alba esmenten que durant el tercer any del regnat de Constantí II d'Escòcia [903] els «homes del nord» arrasen Dunkeld i tot el regne d'Alba. A l'any següent els vikings són massacrats a Straith Herenn. Els Annals d'Ulster citen probablement el mateix esdeveniment quan esmenta la mort d'Imar Uí Ímair i els seus homes pels homes de Fortriu el 904.
El regne de Dublín es mantindria aliè al domini escandinau fins a l'any 917.